# Țipțeri
Țipțerii (în germană Zipser, Zipser Deutsche sau Zipser Sachsen), numiți alternativ în terminologia istorică sau istoriografia maghiară și sașii din Sepeș (în maghiară Szepesi szászok, szepességi szászok sau cipszerek și în slovacă Spišský Nemci), sunt o minoritate predominant de origine germană din Spiš, Slovacia și România (regiunile istorice Maramureș și Bucovina, respectiv județele Maramureș și Suceava precum și în Banatul montan (germană Banat(er) Bergland), mai precis în localitățile Anina precum și Secu, ambele situate în județul Caraș-Severin), vorbitori nativi ai dialectului țipțer (germană Zipserisch sau Zipserdeutsch), inclusiv cu forma veche și conservatoare a acestuia cunoscută ca Outzäpsersch (i.e., Altzipserisch) din Medzev (germană Metzenseifen) și, respectiv, Chmeľnica (germană Hopgarten), colonizați în fostul Regat al Ungariei ca parte a procesului mai larg de Ostsiedlung în Evul Mediu Clasic. Pe lângă așezările lor istorice din Slovacia și România, țipțerii au mai locuit în câteva sate și orașe în Ucraina de astăzi de asemenea (e.g., la nord de Rahău, în regiunea Transcarpatia) până la cel de-Al Doilea Război Mondial. Câteva așezări notabile unde au trăit în trecut țipțeri în Transcarpatia, Ucraina sunt: Rahău, Dolha și Dubove. De asemenea, este probabil ca anumite comunități mai mici de țipțeri să fi trăit în regiunea croată Slavonia precum și în regiunea Voivodina din Serbia.
Substantivul românesc „țipțer” este o adaptare fonetică a termenului german „Zipser” (pronunțat „țipsăr”), care provine de la comitatul Zips (atunci Szepes în Ungaria Superioară, Regatul Ungariei, azi Spiš, în Slovacia și puțin în sudul Poloniei, mai precis voievodatul Polonia Mică care cuprinde 14 sate din această regiune), ținutul de proveniență a acestui grup. Țipțerii sunt parte a germanilor din Slovacia sau germanii carpatini (germană Karpatendeutsche) precum și a germanilor din România (germană Rumäniendeutsche). 
În vasta majoritate a istoriei lor, țipțerii au fost foarte loiali coroanei maghiare, inclusiv în cadrul Revoluției maghiare din 1848, în contrapondere cu sașii transilvăneni care adesea s-au răzvrătit împotriva nobilimii maghiare în Transilvania, încă din Evul Mediu (e.g., răscoala lui Henning de la Petrești/Petersdorf de la Rupea/Reps). Cu toate acestea, precum sașii din Transilvania medievală, țipțerii se guvernau autonom în orașele acestora și dispunea de drepturi sporite din punct de vedere economic, cultural, social și politic prin legea Zipser (germană Zipser Recht/Zipser Willkür), similară cu „Universitatea Săsească” precum și cu legea Magdeburg (care a avut o aria de aplicare largă și pe teritoriul actual al României în trecut, fiind legea care opera în Evul Mediu în orașe precum Suceava, Câmpulung Moldovenesc sau Sibiu).
Alături de germanii baltici din Estonia și Letonia precum și de sașii transilvăneni anterior menționați, țipțerii sunt una dintre cele trei minorități etnice germane care trăiește neîntrerupt în Europa Centrală și de Est din Evul Mediu Clasic (germană Hochmittelalter) până în prezent. De asemenea, sașii din Spiš/Zips mai sunt cunoscuți și sub două denumiri colocviale, mai precis Potoken respectiv Mantaken, în funcție de locația lor geografică în zona istorică respectivă. Precum sașii din Transilvania, originile etnice inițiale ale țipțerilor au fost mixte, coloniștii aduși în comitatul Szepes provenind din zona Rinului de jos, Flandra, Valonia (e.g. valoni au fost colonizați în Spišské Vlachy), Luxemburg, Saxonia (atunci Markgrafschaft Meißen sau Margraviatul de Meißen), Turingia sau Silezia de asemenea.

## Istorie

### Evul Mediu

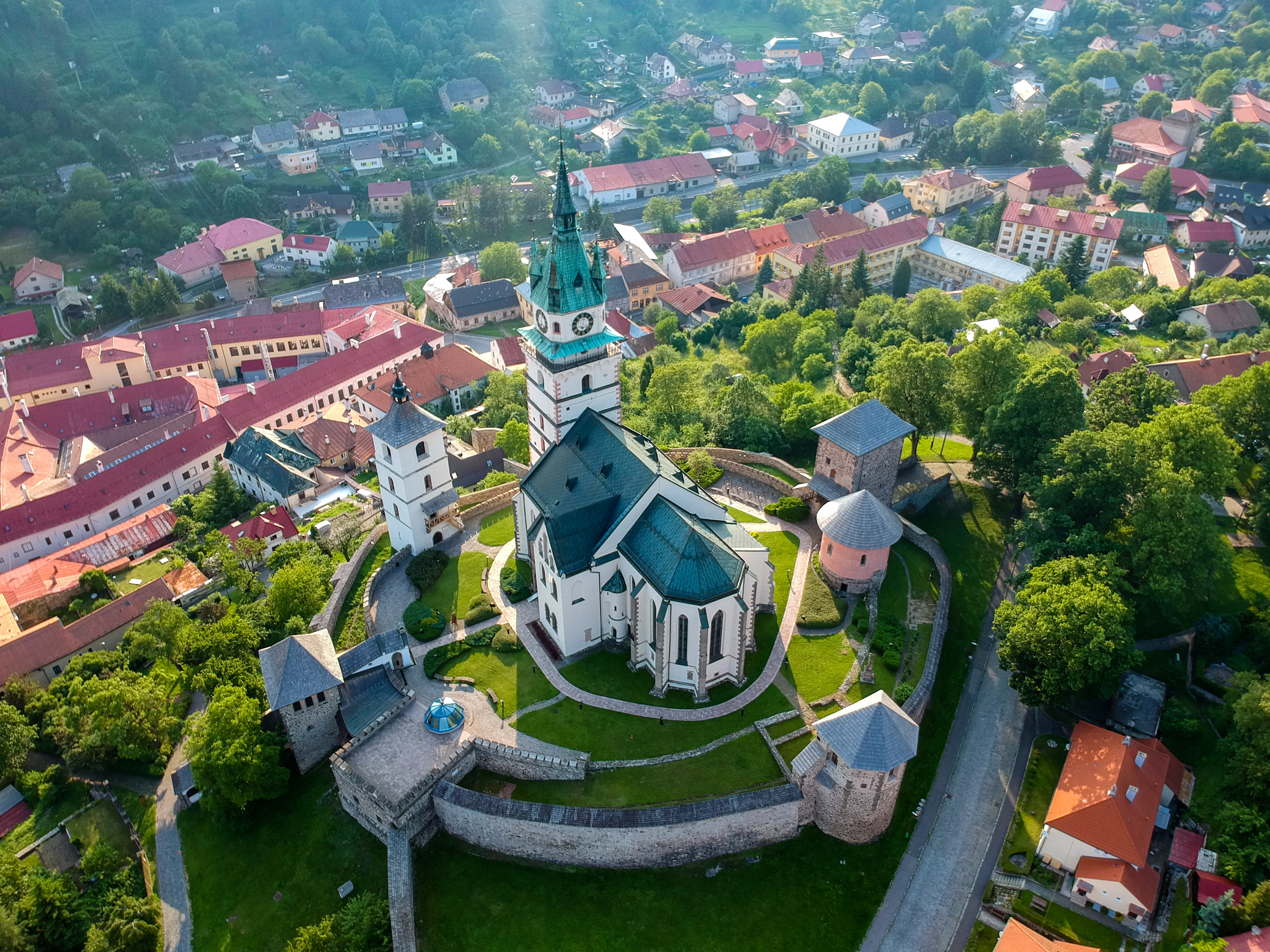
Castelul Kremnica cu biserica Sfânta Ecaterina din interiorul acestuia

Țipțerii au fost colonizați în Bazinul Carpatic în secolul al XII-lea de regii ungari împreună cu sașii transilvăneni (în circa 1140/1150 mai precis). Limba lor (i.e. dialectul țipțer) este parțial foarte apropiată de dialectul săsesc transilvănean (germană Siebenbürgisch-Sächsisch), o variantă arhaică a limbii germane de jos care s-a dezvoltat izolat de celelalte dialecte germane și din cauza colonizării timpurii și a distanțelor mari de teritoriul de origine, astfel că diferă profund atât de limba germană standard cât și de variantele dialectelor germane de jos vorbite în zilele noastre. Dialectul țipțer a fost inițial vorbit în regiunile etnografice Oberzips (i.e. Zipsul de Sus) respectiv Unterzips (i.e. Zipsul de Jos) în apropierea Munților Tatra. Coloniști țipțeri au fost așezați în afara regiunii Zips pe teritoriul Slovaciei de astăzi de asemenea, e.g. în orașele miniere Banská Bystrica (Neusohl) sau Kremnica (Kremnitz) în Hauerland (o altă regiune istorică în care au existat enclave vorbitoare de limbă germană din Slovacia de astăzi) precum și în Sabinov (Zeben). În documentele medievale ale cancelariei regale maghiare, la fel ca sașii din Transilvania, țipțerii au fost consemnați ca „hospites” (i.e. oaspeți sau Gäste) sau „Saxones” (i.e. saxoni).
Țipțerii sunt în mod tradițional mineri, fiind colonizați de regii ungari în zonele miniere pentru a întări mineritul în zonele nordice a regatului (teritoriul Slovaciei de azi). Variantele maghiare ale denumirilor localităților țipțere conțin adeseori cuvântul „bánya”, („mină”). În zonele populate de primii țipțeri s-au stabilit ulterior numeroase comunități germane venite din Westfalia, limba și cultura lor fiind influențată puternic și de acest element (de unde provin cele mai mari diferențe lingvistice dintre dialectul țipțer și dialectul săsesc transilvănean).
Până în anul 1802, ținutul lor din Slovacia de astăzi (i.e. Zips/Spiš) a fost subdivizat în „Parvus comitatus, Sedes superior, Sedes X lanceatorum”, sedes însemnând scaun ca o unitate teritorială în limba latină, similar cu ceea ce aveau sașii în Transilvania medievală sub autonomia lor locală cunoscuta ca „Universitatea Săsească” (i.e. ca parte a celor „Șapte Scaune”). De asemenea, a existat o uniune, ligă sau asociație a orașelor din Zips (germană Der Bund der 24 Zipser Städte) care a fost baza organizatorică a autonomiei țipțerilor, fondată în secolul al XIV-lea. Țipțerii au avut drepturi și privilegii colective asemănătoare sașilor transilvăneni, profitând de o autonomie largă în ceea ce privește administrația localităților, legislația, jurisdicția și organizarea bisericească. 
Prima diplomă regală care a garantat libertatea și privilegiile țipțerilor a fost emisă de Ștefan al V-lea al Ungariei în 1271 (i.e. Zipser Freibrief), privilegiile lor colective fiind confirmate ulterior și de Carol Robert de Anjou în 1312 și 1328. Legislația proprie a țipțerilor a fost stabilită în scris pentru prima dată în 1370 în documentul întitulat Zipser Willkür (într-o scriere mai veche în limba germană cunoscut și ca Zipser Willkhür), prima antologie completă a legilor țipțerilor și, totodată, cea mai veche lege germană de pe teritoriul de astăzi al Slovaciei.
- Filmare aeriană a castelului Zipser (germană Zipser Burg, slovacă Spišský hrad), situat deasupra orașului Spišské Podhradie (germană Kirchdrauf) din nord-estul Slovaciei.

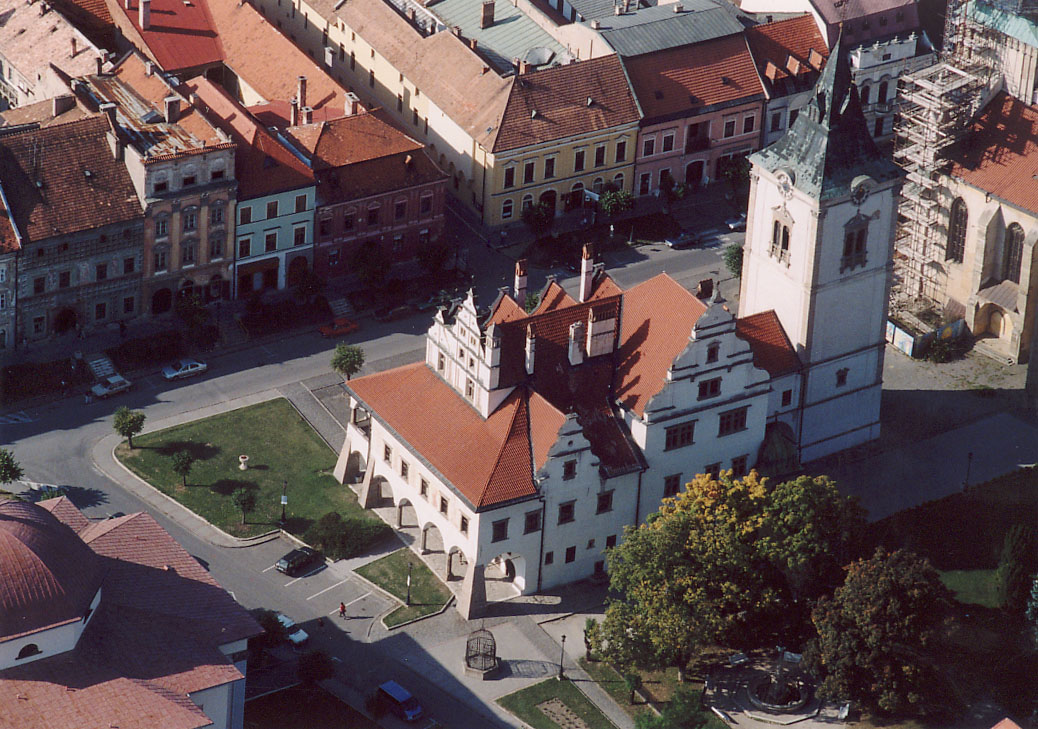
Primăria și case țipțerești din centrul orașului Levoča (Leutschau), fosta reședință a comitatului istoric Szepes din Ungaria de Sus, Regatul Ungariei, astăzi în Slovacia
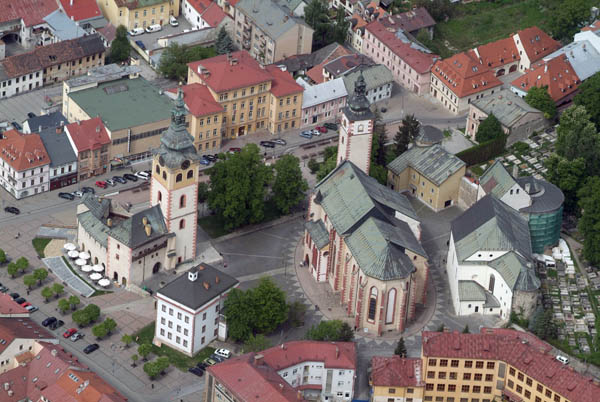
Centrul vechi al orașului Banská Bystrica (Neusohl) cu barbacana acestuia
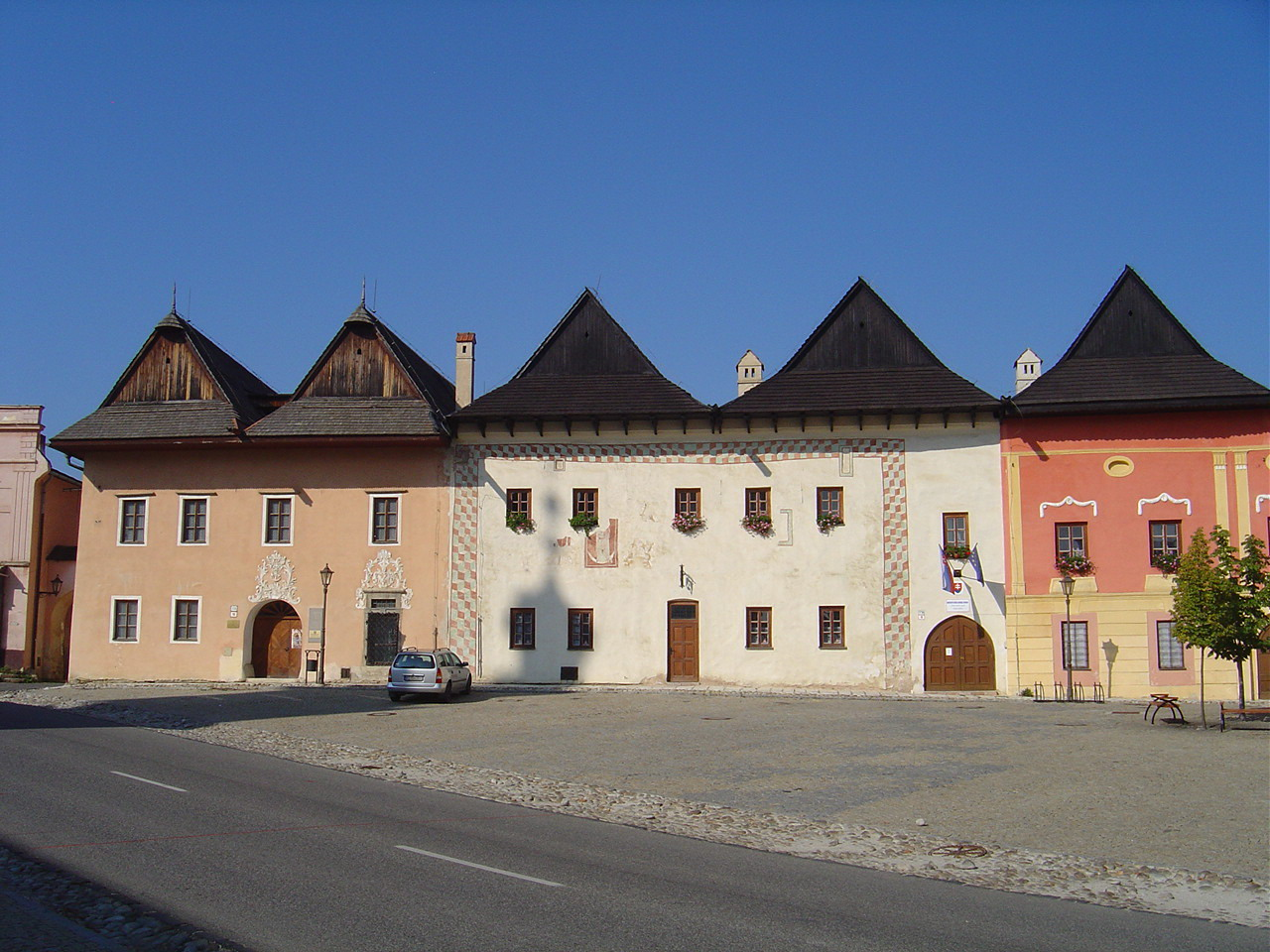
Case tradiționale țipțerești din Spišská Sobota (Georgenberg)
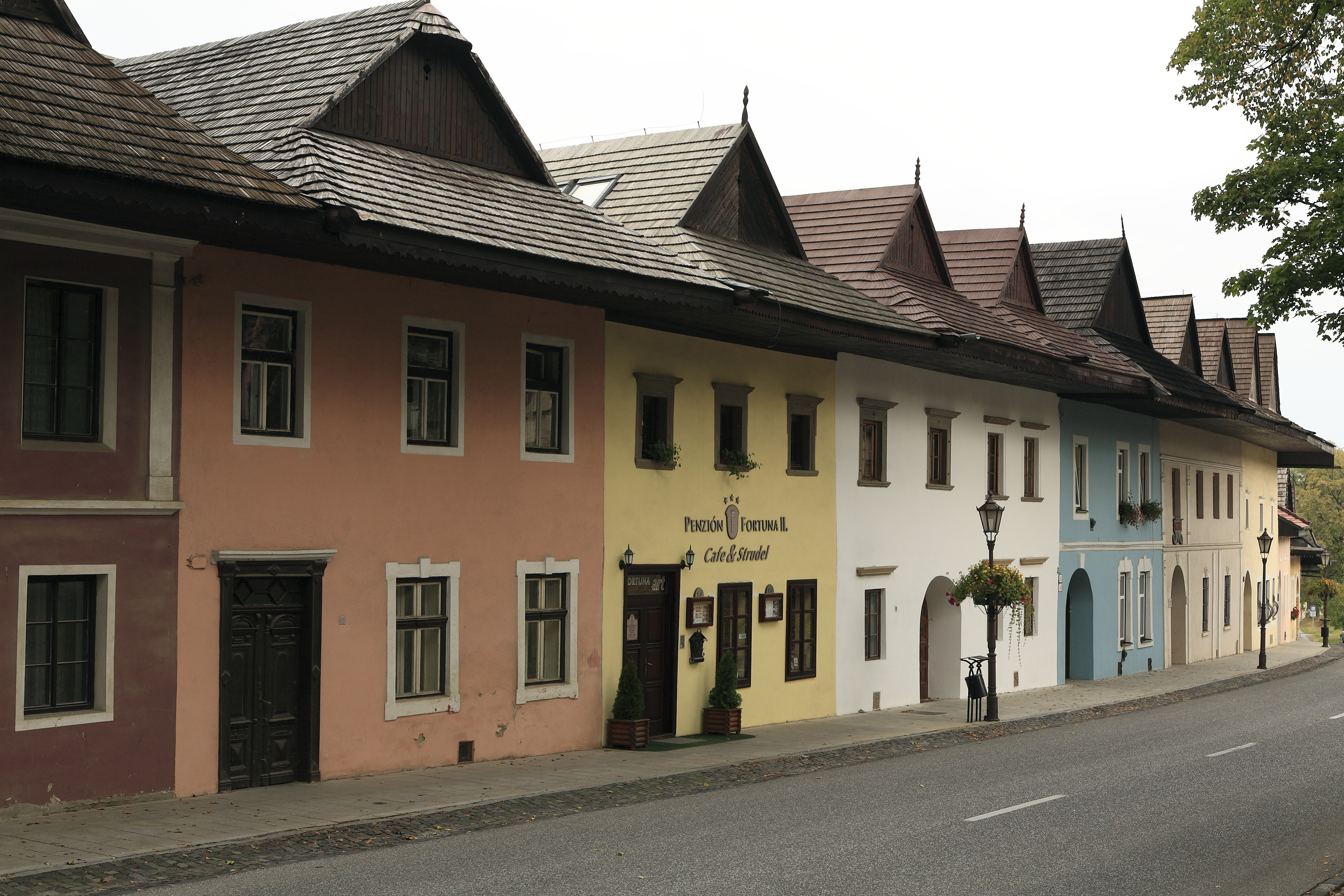
Case tradiționale țipțerești din Spišská Sobota (Georgenberg)
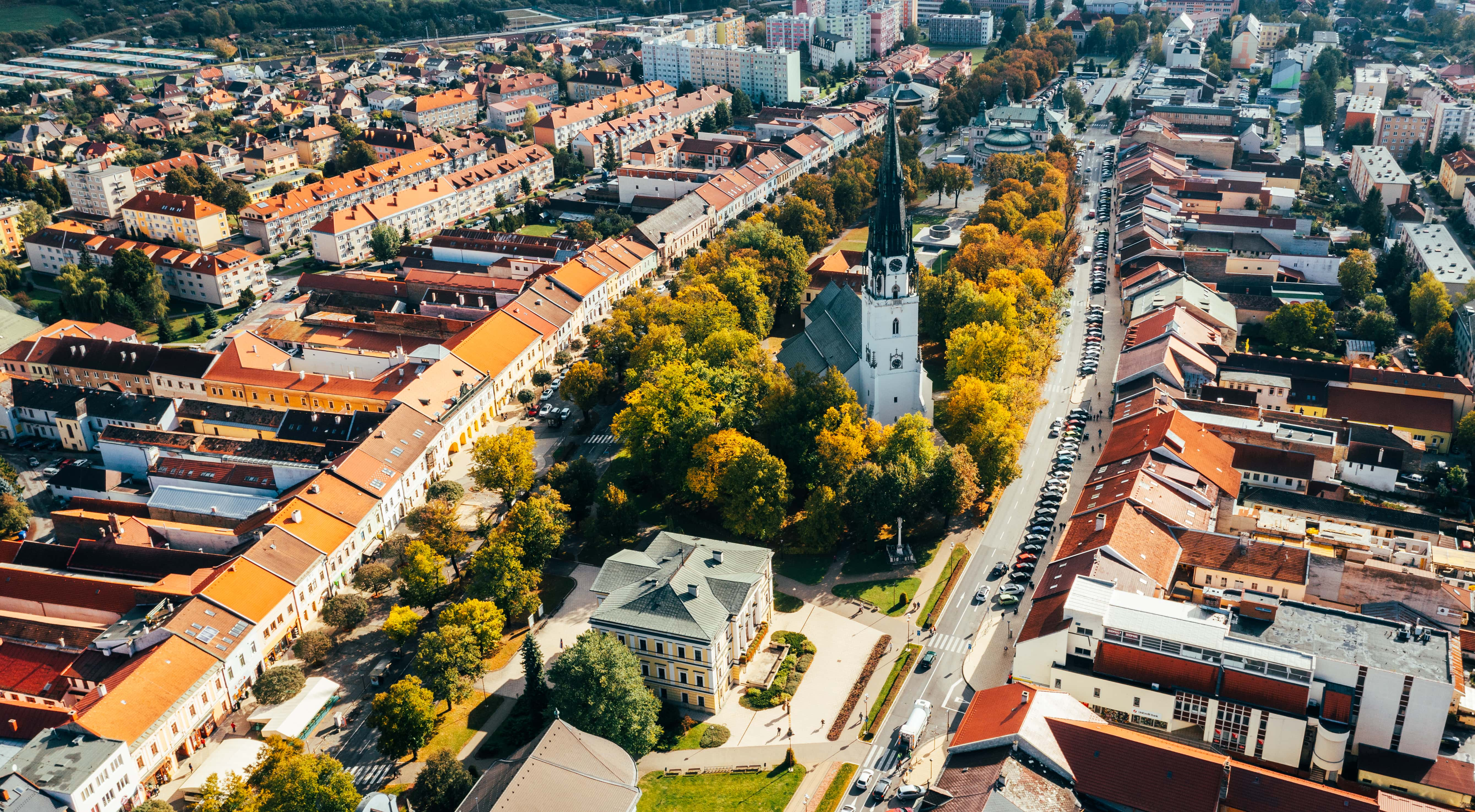
Centrul orașului Spišská Nová Ves (Zipser Neuendorf)
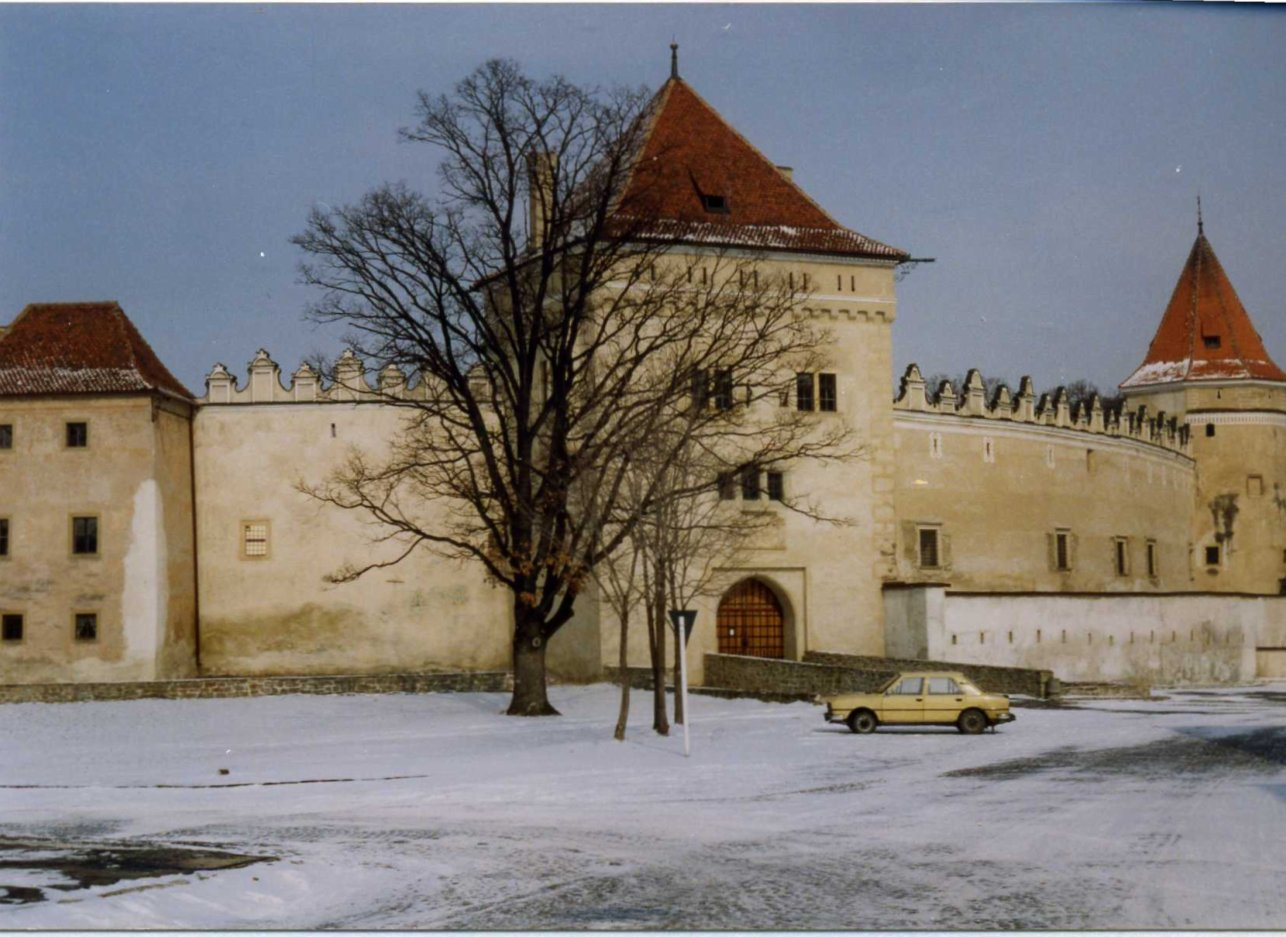
Castelul Kežmarok (Schloss Kesmark)
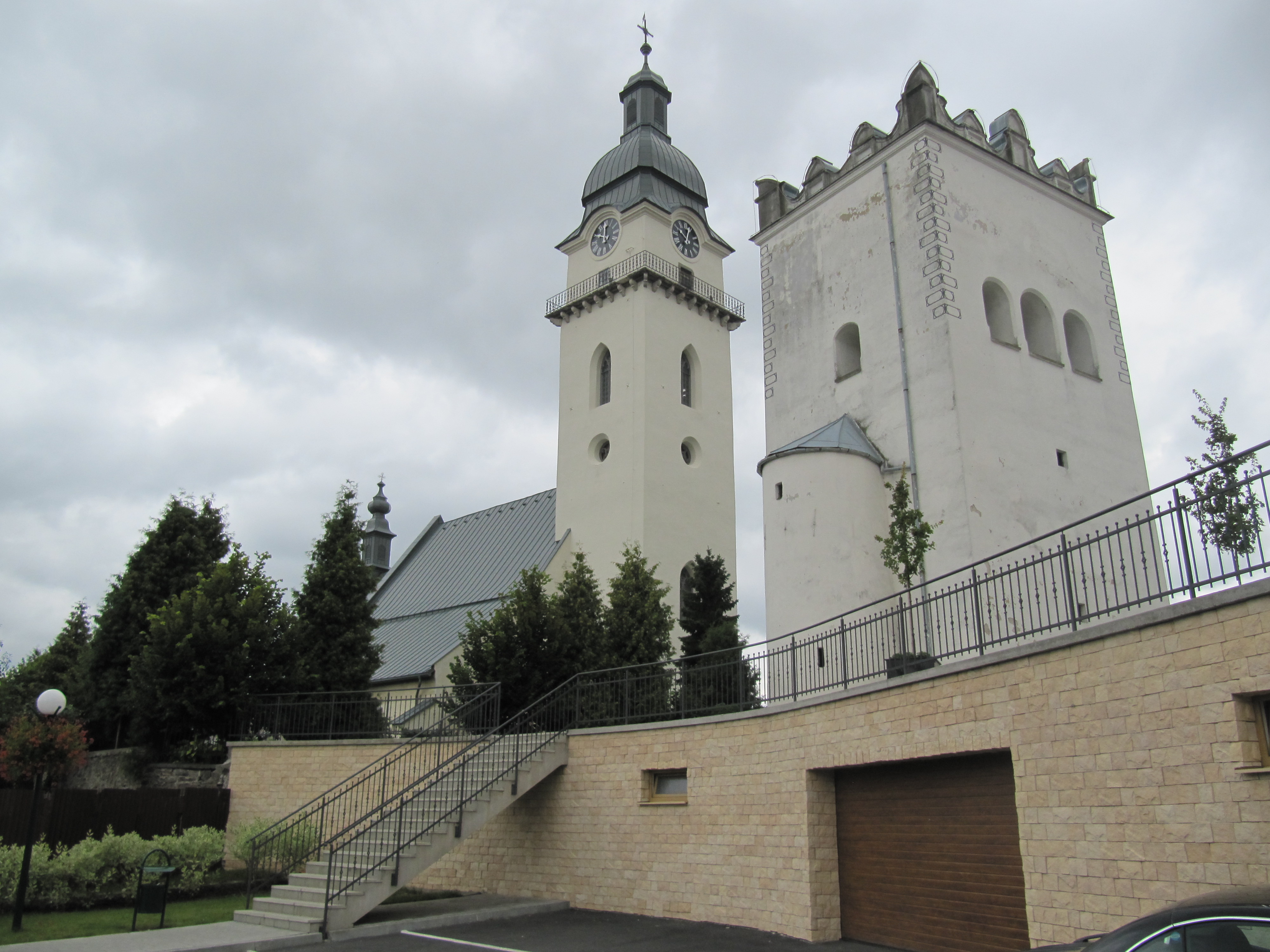
Biserica din Spišská Belá (Zipser Bela)
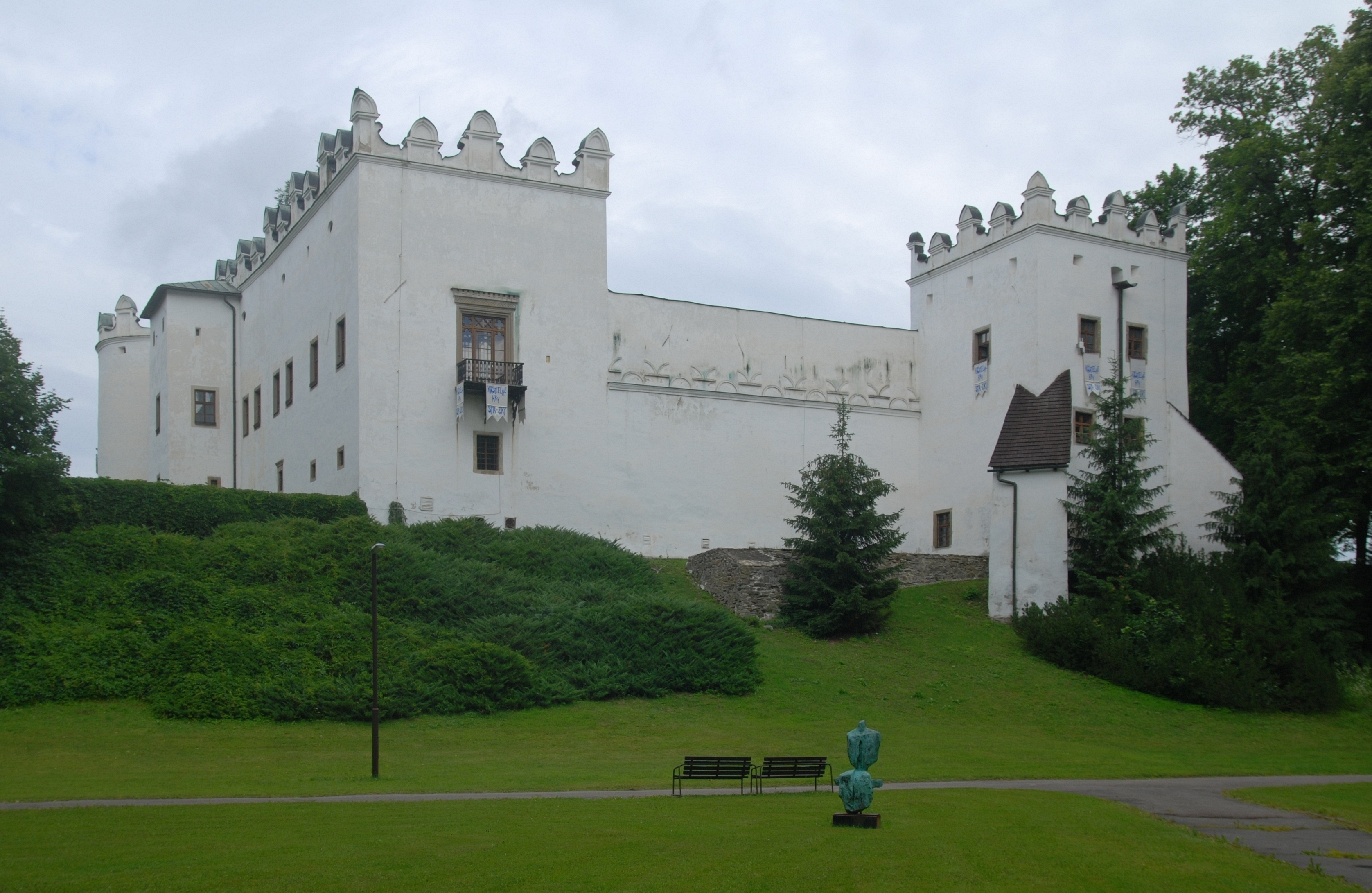
Castelul Strážky (Schloss Nehre) în stil renașcentist
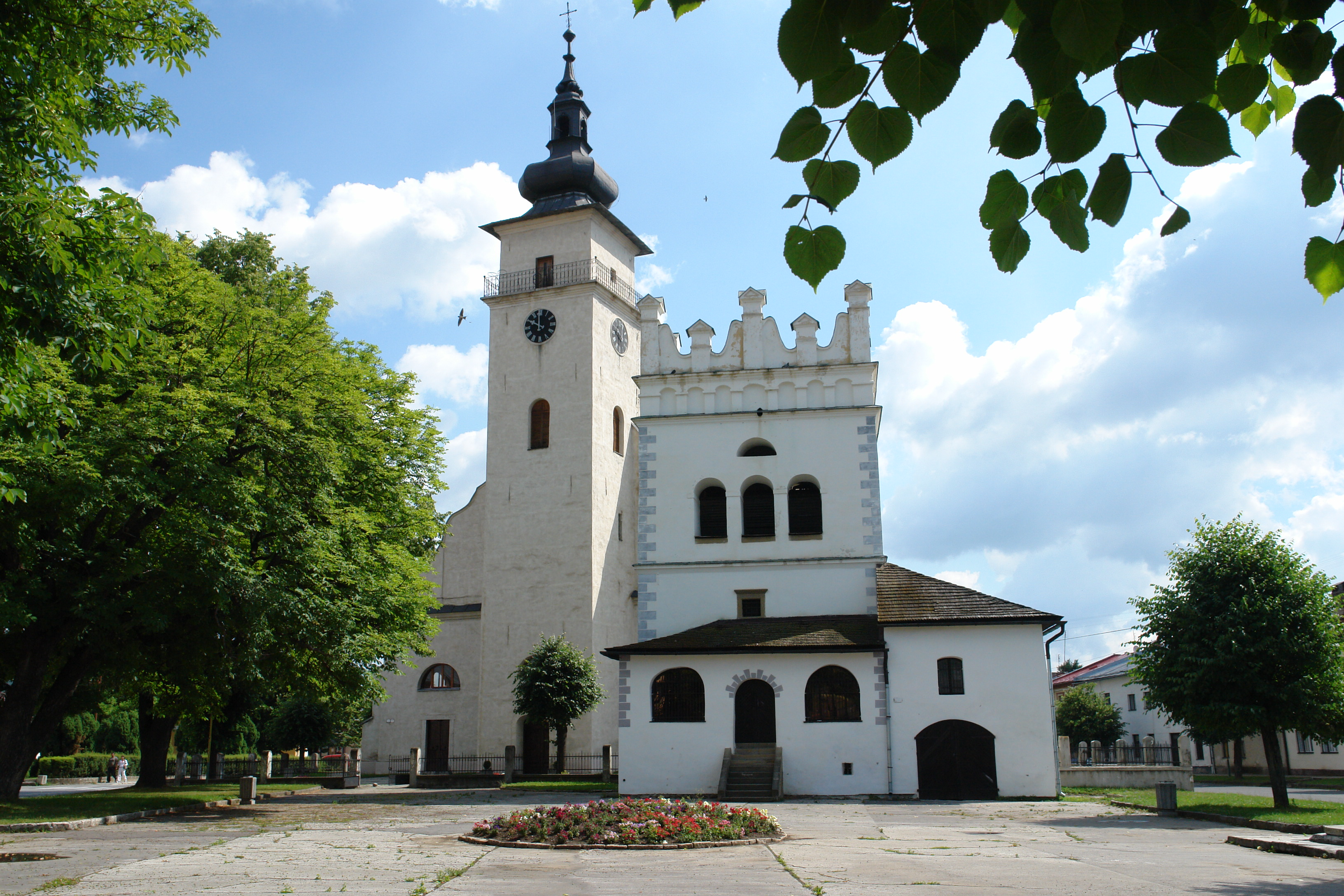
Biserica din Podolínec (Pudlein)

### Pe teritoriul României de azi

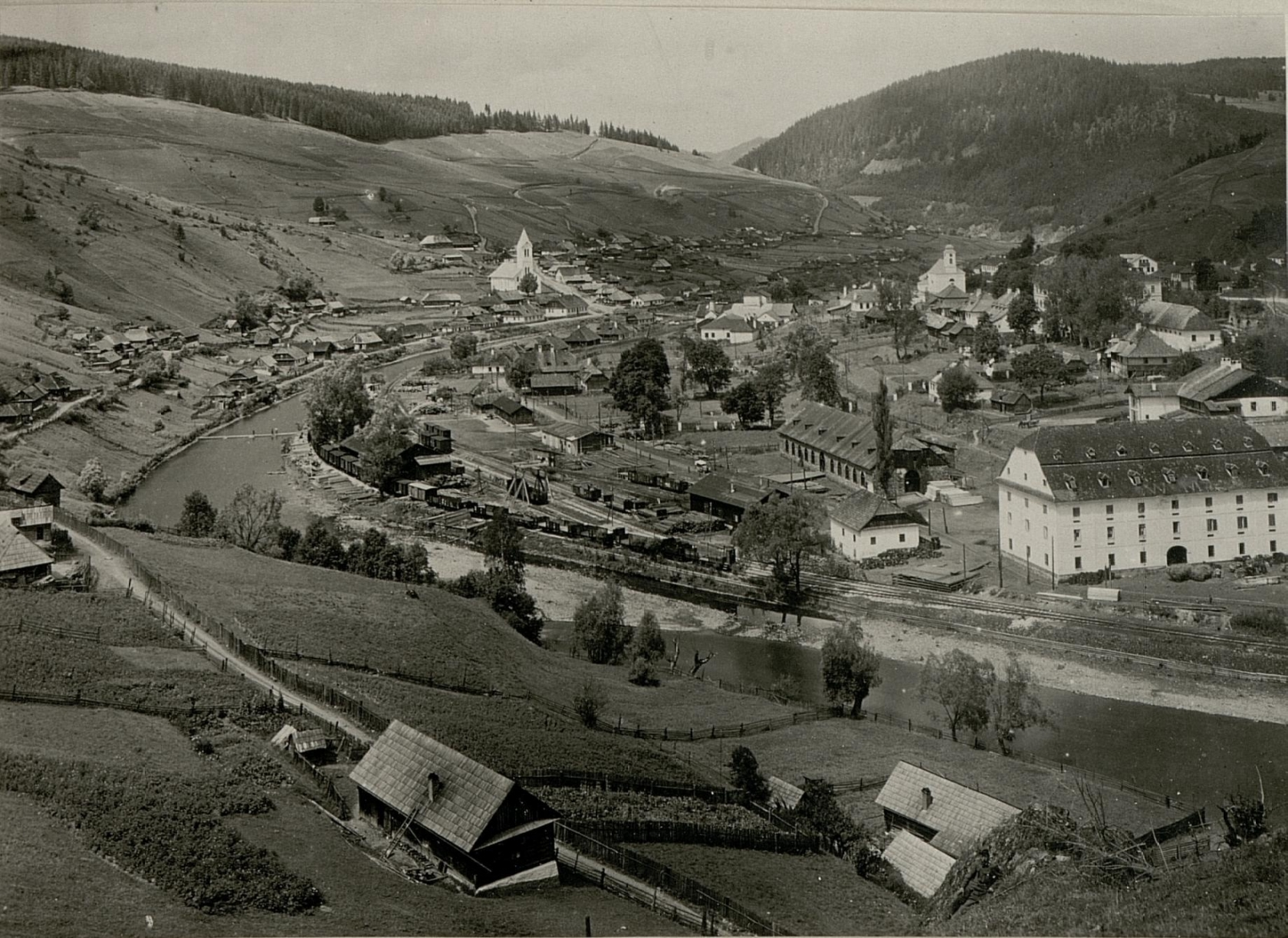
Iacobeni (Jakobeny) un sat de țipțeri din Bucovina la începutul secolului al XX-lea.

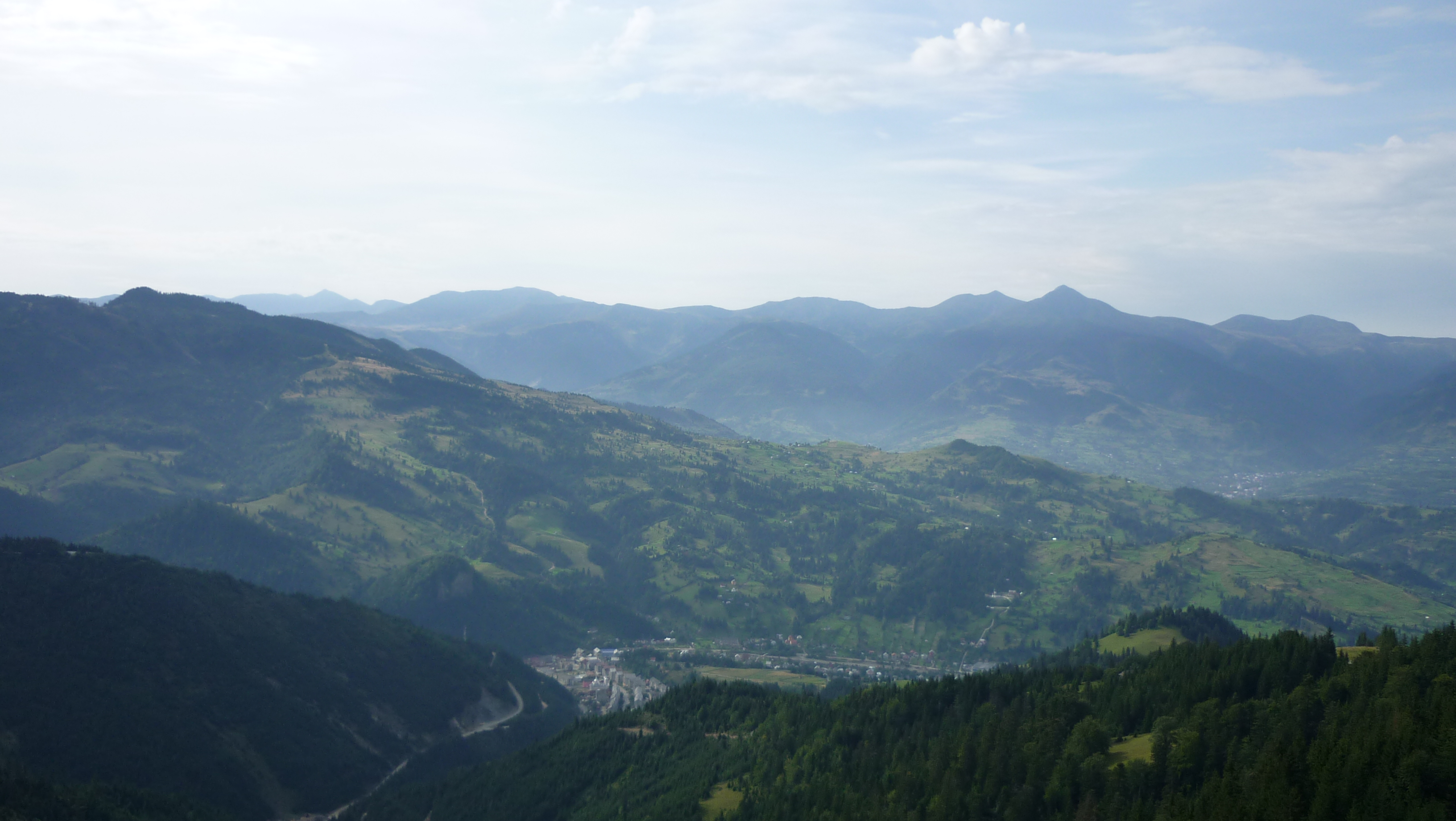
Borșa (Borscha), un oraș din Maramureș unde a locuit o comunitate de țipțeri în trecut.

Primii țipțeri au fost colonizați de regele Andrei al III-lea al Ungariei în zonele miniere din Maramureș, cel de al doilea val ajungând aici mult mai târziu, în secolul secolul al XVII-lea respectiv în secolul al XVIII-lea, când țipțerii din zonele tradiționale țipțere au obținut dreptul de a se stabili și în alte zone ale Imperiului Habsburgic. Tot în această perioadă sunt colonizați țipțeri și în Bucovina (de atunci parte a comunității mai largi a germanilor bucovineni). Unele dintre motivele pentru care anumiți țipțeri au migrat la sud de regiunea Zips/Spiš au fost pierderea graduală a anumitor privilegii în secolul al XVIII-lea precum și a procesului intens de maghiarizare în regiunea lor de proveniență din Slovacia de astăzi.
Majoritatea țipțerilor au ajuns, deci, în Maramureș în contextul proiectului de colonizare a zonei inițiat de administrația imperială austriacă începând cu 1776. Imigrarea s-a făcut în valuri. La începutul secolului al XIX-lea colonizarea țipțerilor a fost extinsă la Ducatul Bucovinei (germană Herzogtum Bukowina/Buchenland și, mai târziu, Kronland Bukowina/Buchenland). Țipțerii veniți în 1805 s-au stabilit la Pojorâta (Pozoritta) și Fundu Moldovei (Luisenthal), cei veniți în 1808 la Prisaca Dornei (Eisenau), iar cei veniți în 1809 la Dragoșa și Valea Stânei (Hüttenthal bei Mariensee) lângă Frumosu (Frumossa). La Gura Putnei a existat o colonie de țipțeri, cu denumirea de Karlsberg. Alți țipțeri s-au stabilit la Solca (Solka) și la Voievodeasa (Fürstenthal; în trecut Fîșntal în românește de asemenea) Ultimii coloniști au venit pe la 1829.
Îndeletnicirea principală a țipțerilor colonizați în secolele XVII-XIX este prelucrarea lemnului. Pe Valea Vaserului, țipțerii plantau molid, aveau grijă de pepiniere, exploatau lemn, trimiteau plute pe apă la vale până la Sighetu Marmației, Vișeu și Borșa, construiau plute pe apă, construiau drumuri și poduri de lemn. La muncile mai ușoare ajutau și femeile.
Denumirea de țipțeri s-a extins de la primii veniți în sec. XVIII și la cei care au imigrat în Maramureș mai târziu, din localitățile Gmunden, Bad Ischl, Bad Goisern și Ebensee am Traunsee, localități din Austria Superioară (germană Oberösterreich). Locuitorii, stabiliți pe Valea Vasarului (în germană Wassertal), pe râul Vaser, vorbesc un dialect deosebit de dialectul săsesc, puternic influențat de vorbirea din Austria Superioară.
În anul 1940, în urma tratativelor ruso-germane, a fost decisă repatrierea sau strămutarea germanilor din Bucovina (germană Umsiedlung). Astfel, de exemplu, între 14-18 noiembrie 1940, țipțerii din Fundu Moldovei au fost înmatriculați în „Listele de repatriere conform tratativelor cu guvernul regal român”. Din această evidență, rezultă că au plecat 1118 germani și 3 români (din mariaje mixte). După terminarea războiului, majoritatea țipțerilor s-au întors în comună, însă din cauza condițiilor social-politice ale vremii, cei mai mulți s-au reîntors în Germania, mai precis în Germania de Vest (RFG/BRD).
Ca toate celelalte grupuri constitutive ale comunității germane din România, țipțerii sunt reprezentați la nivel politic și cultural în cadrul statului român de Forumul Democrat al Germanilor din România (FDGR/DFDR).
Interesant de știut că vacile din rasa Brună de Maramureș provin din vacile brune aduse în 1881 de țipțeri, care au fost încrucișate cu Mocănițe și Sure de Stepă.

## Dialectul și literatura țipțerilor
Dialectul țipțer este idiomul vorbit de coloniștii germani și vest/nord-vest europeni (e.g. luxemburghezi, valoni sau flamanzi) care au populat teritoriile din zona Zips, respectiv și alte zone miniere din nordul regatului istoric ungar începând din secolul al XII-lea și până în secolul al XIV-lea, ajungând ulterior (în secolul al XVII-lea, respectiv în secolul al XVIII-lea) și în Maramureș, Bucovina și anumite teritorii din Moldova, mai precis Moldova Occidentală. Acest dialect, care a fost folosit până în secolul al XX-lea, își are originea de bază în graiurile francone de pe cursul mijlociu al Rinului la care s-au adăugat pe parcursul procesului de colonizare elemente din Westfalia. Pe lângă substratul lingvistic german de jos evoluat sub o influență puternică westfaliană, dialectul țipțer conține și o serie de preluări din limba maghiară și din cea slovacă, iar comunitățile lor de pe teritoriul României de azi folosesc și preluări din limba română.
Țipțerii au creat o importantă literatură în dialectul lor, cel mai important poet țipțer fiind Lëndners Ernst von Kejsenmark (cunoscut și ca Ernest Lindner sau Ernő Lindner), poet romantic țipțer numit adeseori „Petőfi al țipțerilor”, care în creațiile sale lirice a îmbinat formele poetice clasice cu folclorul țipțer. Lingvistul Imre Kövi a realizat și un dicționar al limbii țipțer, rămas în manuscris până în zilele noastre.
Între culegătorii de folclor al țipțerilor se numără etnologul și teologul Anton-Joseph Ilk, emigrat în 1998 în Austria.

## Galerie

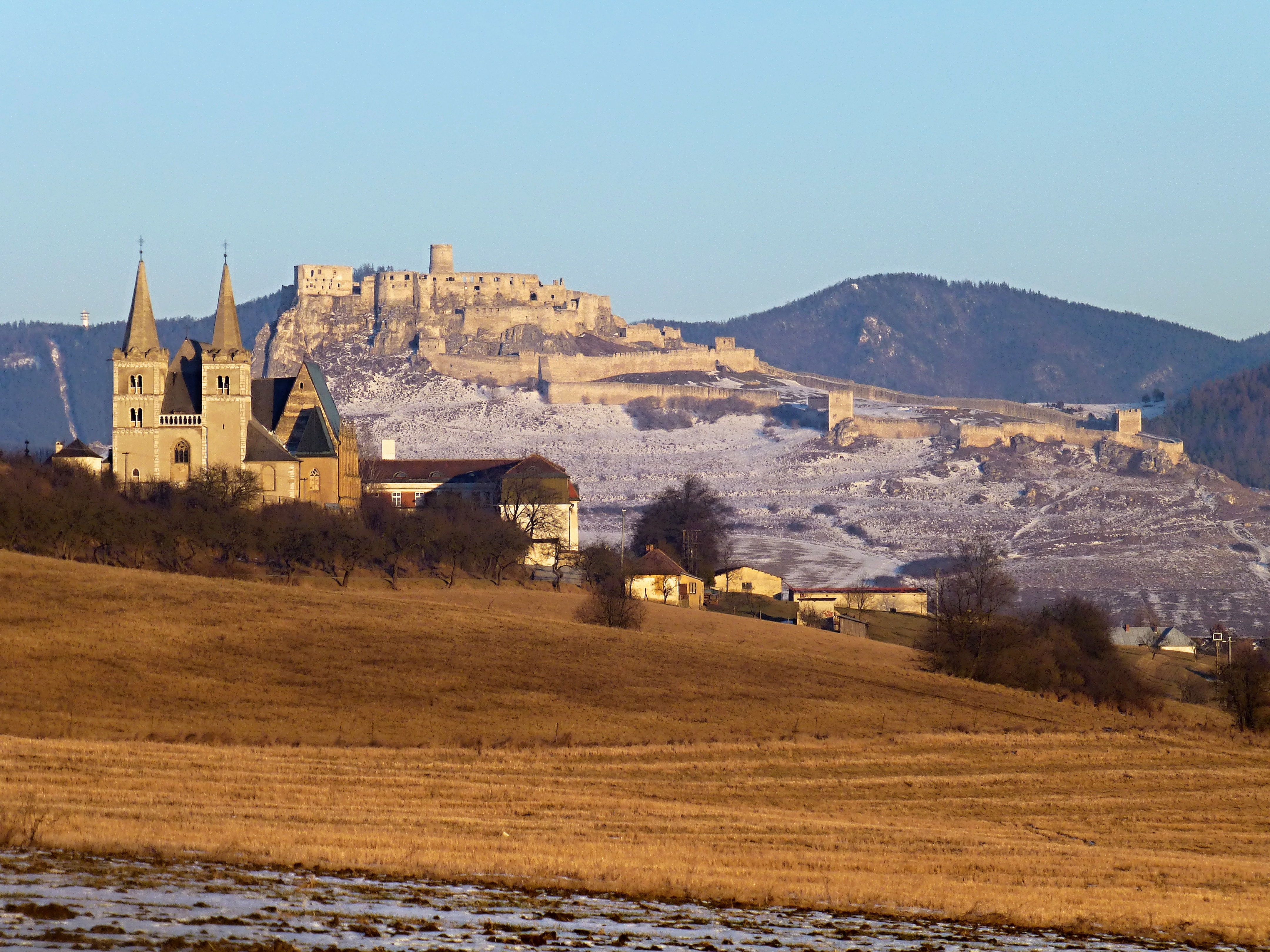
Catedrala Sfântul Martin din Spišská Kapitula (Zipser Kapitel) în prim-plan, situată la marginea orașului Spišské Podhradie (germană Kirchdrauf) și castelul Spiš (Zipser Burg) în fundal
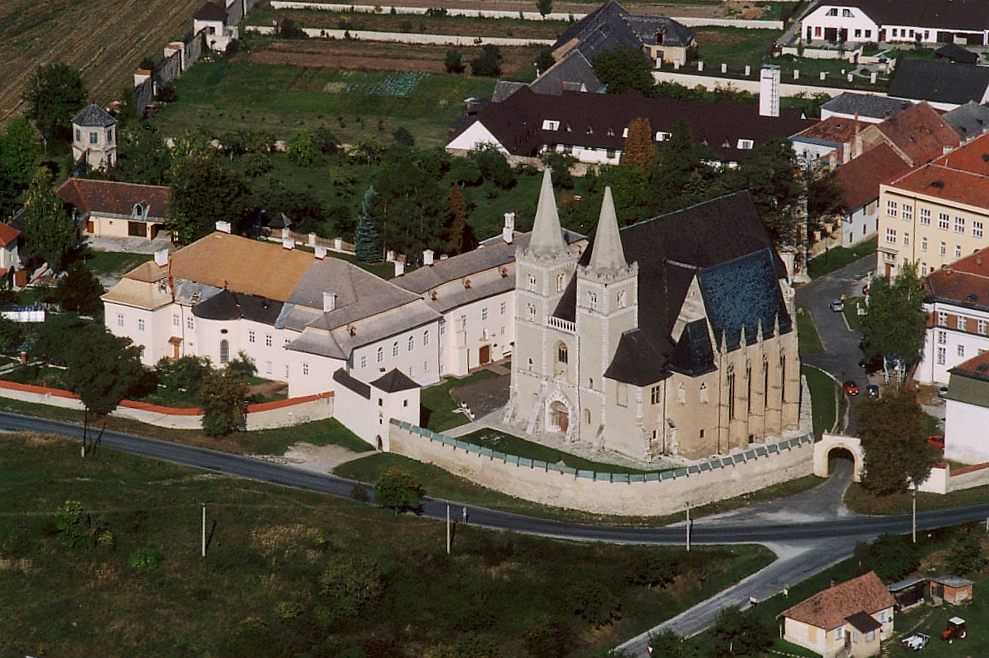
Catedrala din Spišská Kapitula (Zipser Kapitel), văzută de sus
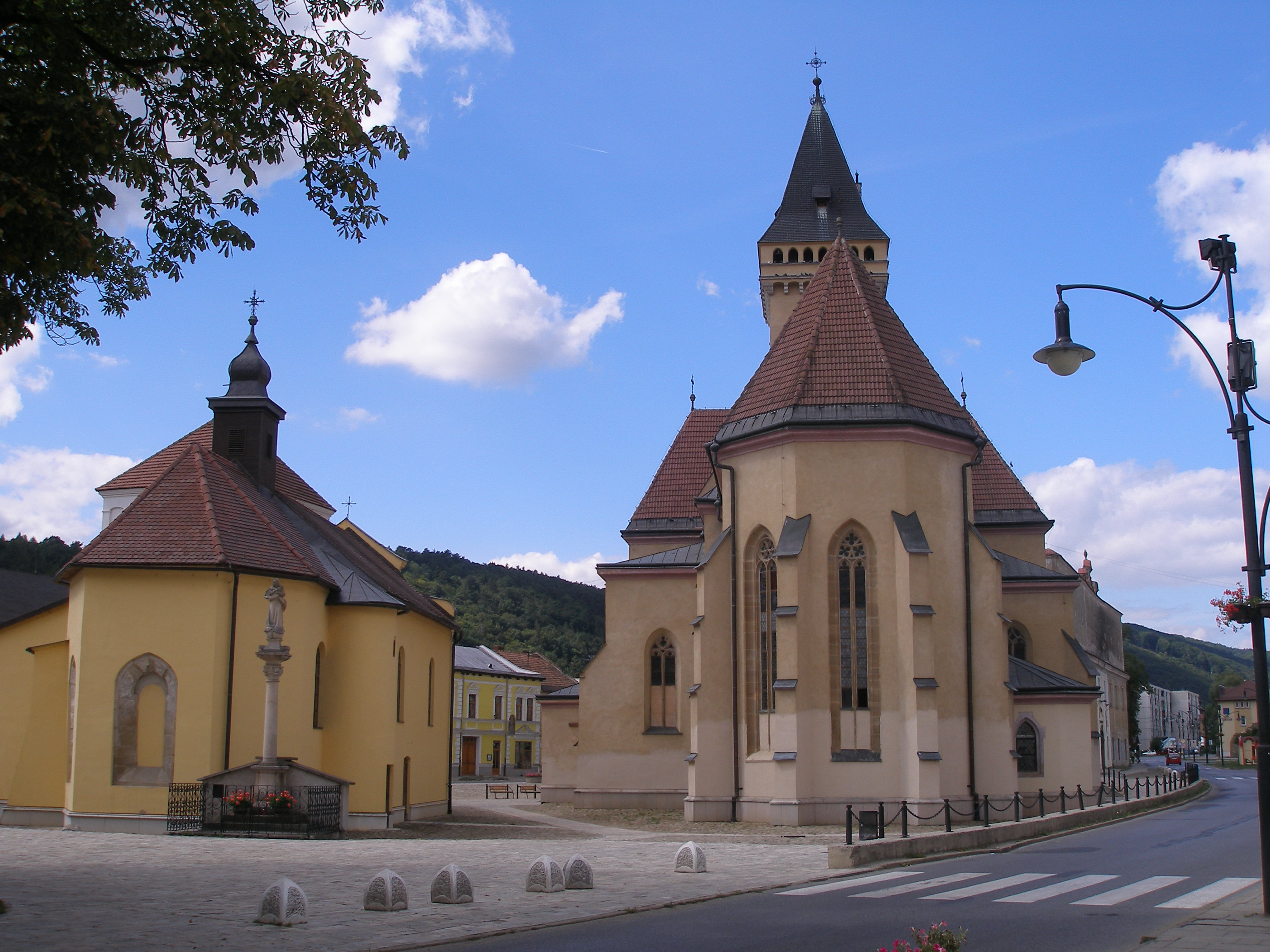
Sabinov (germană Zeben), un oraș mic din Slovacia de astăzi, inițial fondat ca sat slovac care a fost ulterior dezvoltat la nivel urban de țipțeri
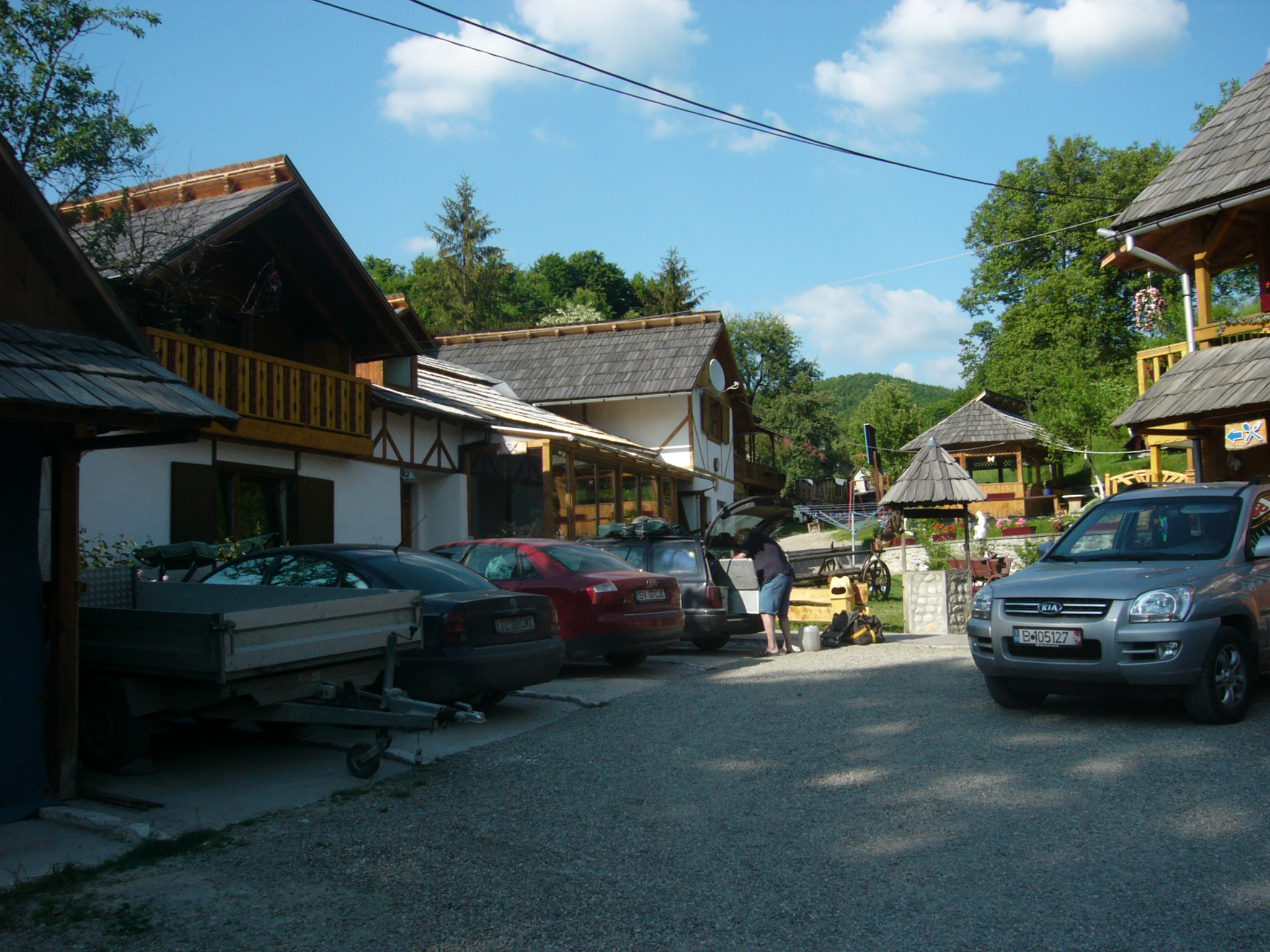
Cartierul Țipserai din Vișeu de Sus (germană Oberwischau)
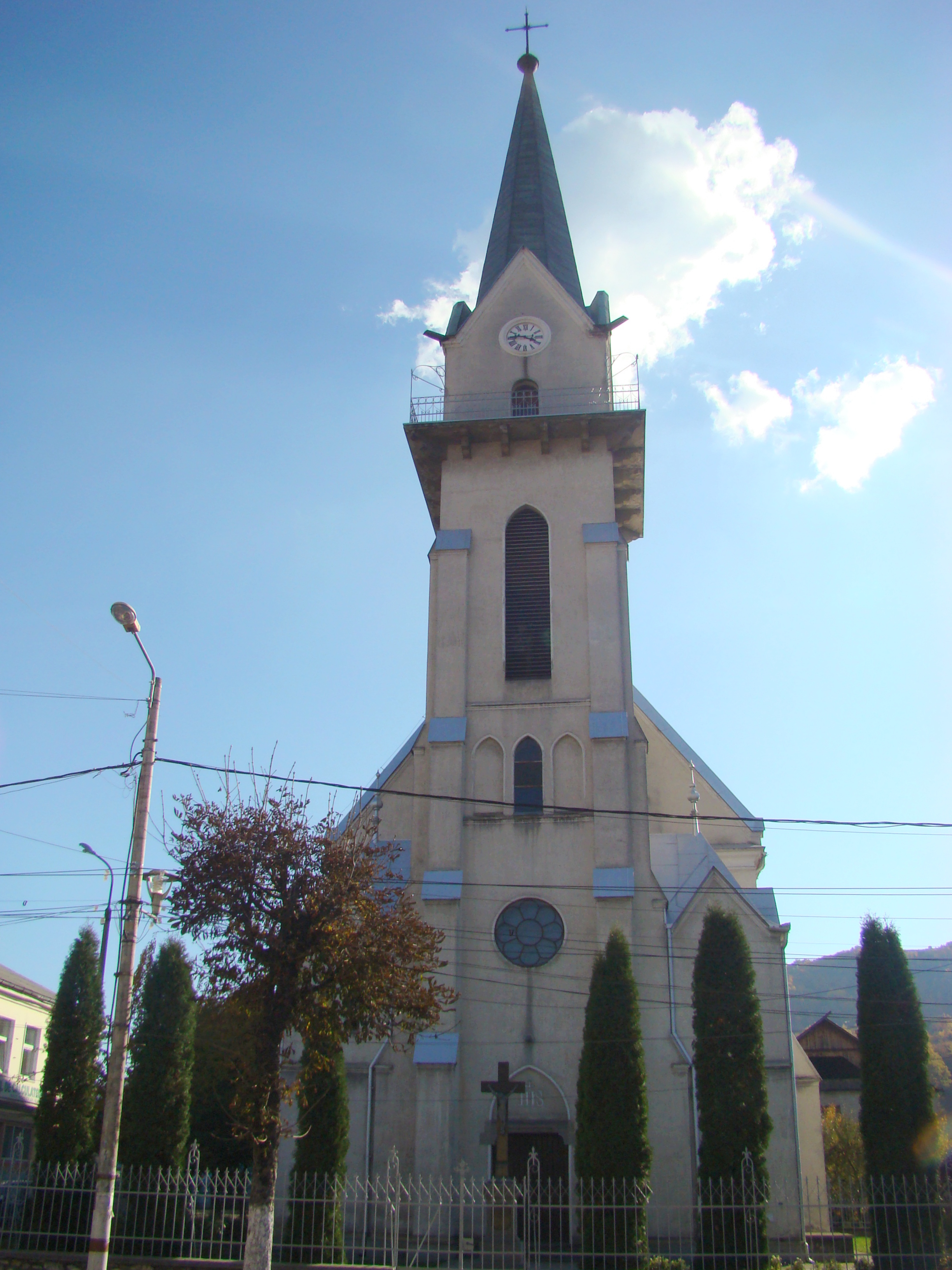
Biserica romano-catolică „Sf. Ana”  din Vișeu de Sus (germană Oberwischau). În acest lăcaș de cult se celebrează în mod regulat și azi slujbe în limba germană.
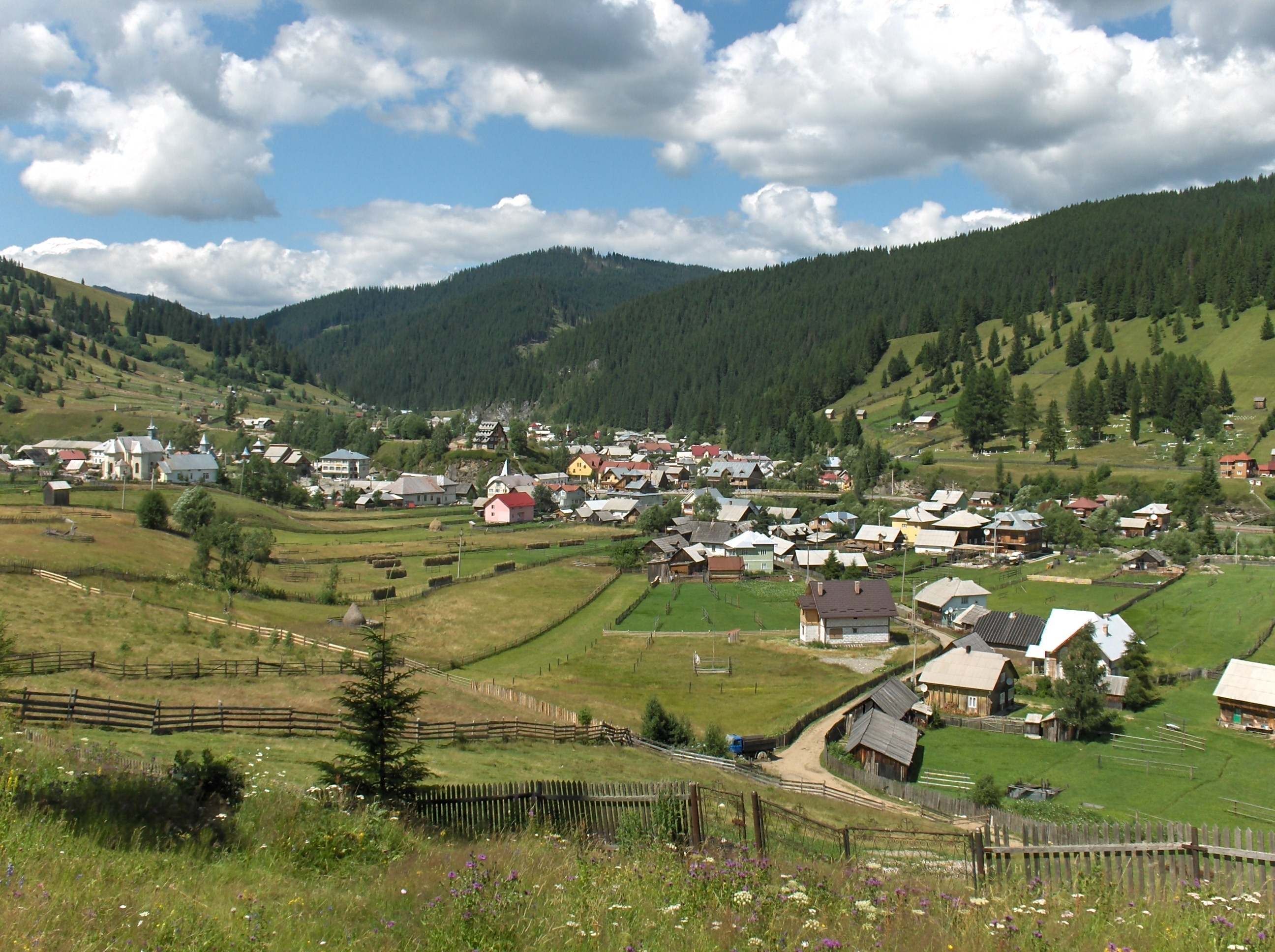
Cârlibaba (germană Mariensee / Ludwigsdorf / Kirlibaba)
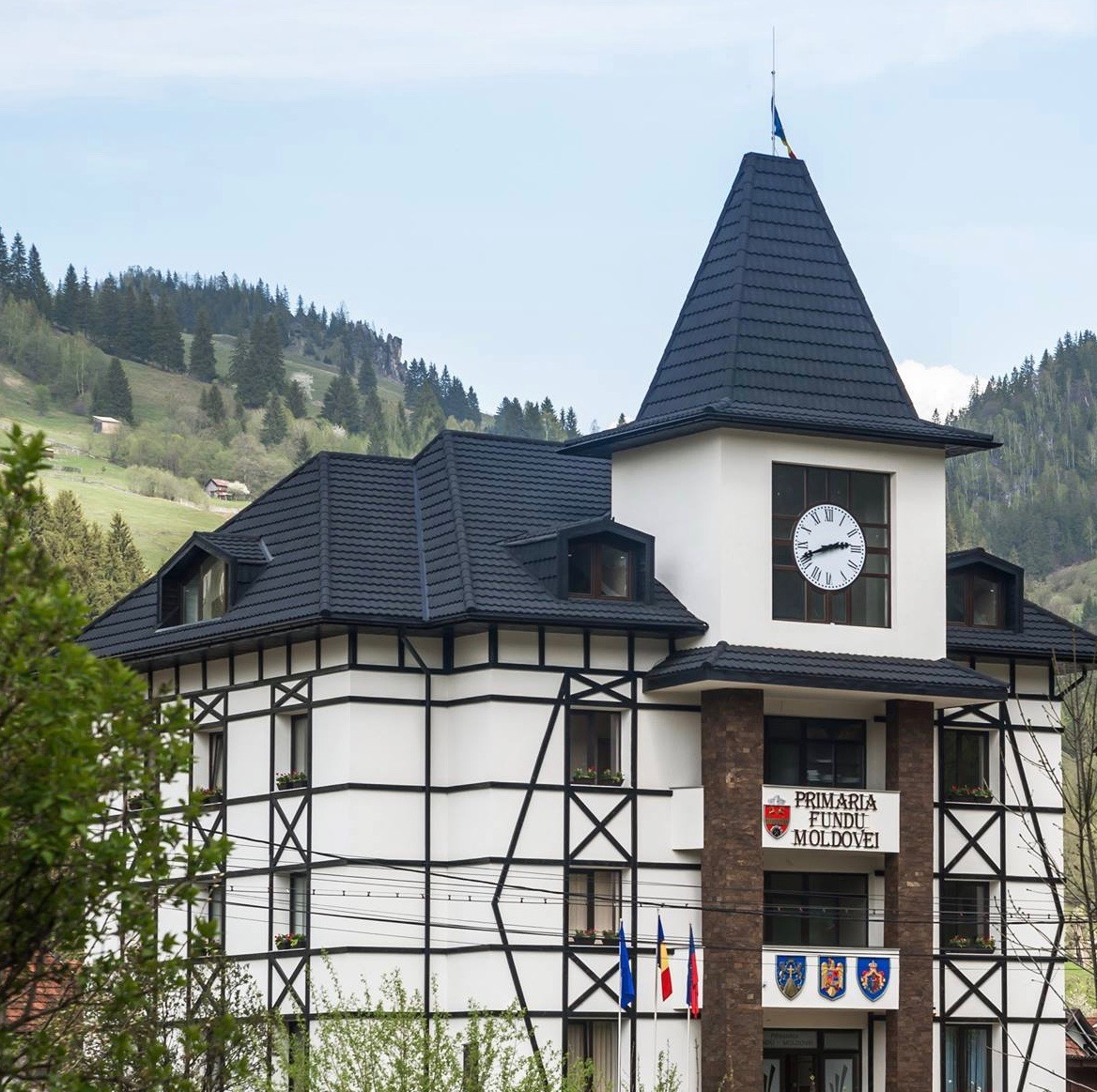
Fundu Moldovei (germană Luisenthal / Louisenthal sau Fundul Moldawi / Fundu-Moldowi)
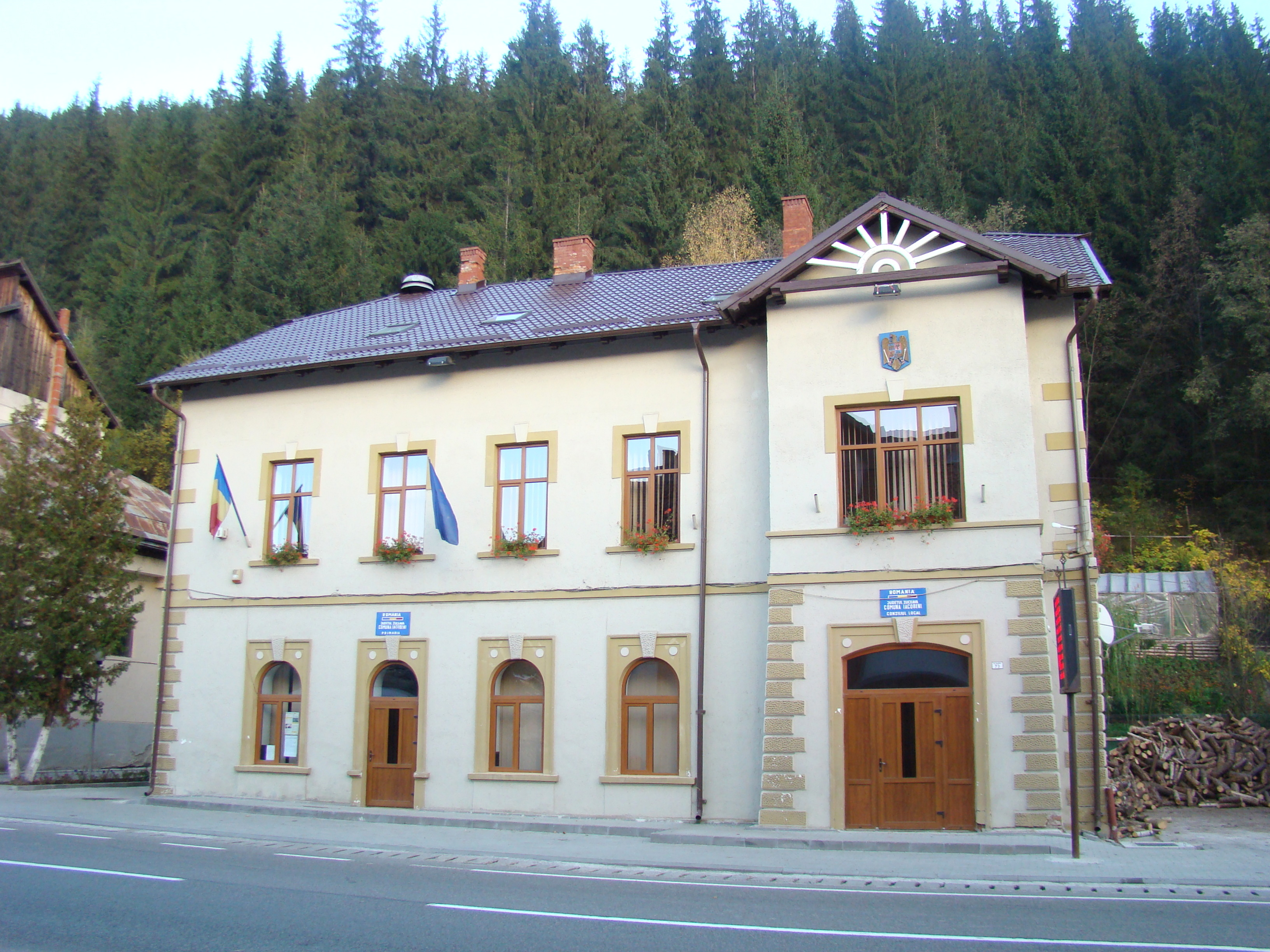
Iacobeni (germană Jakobeny)
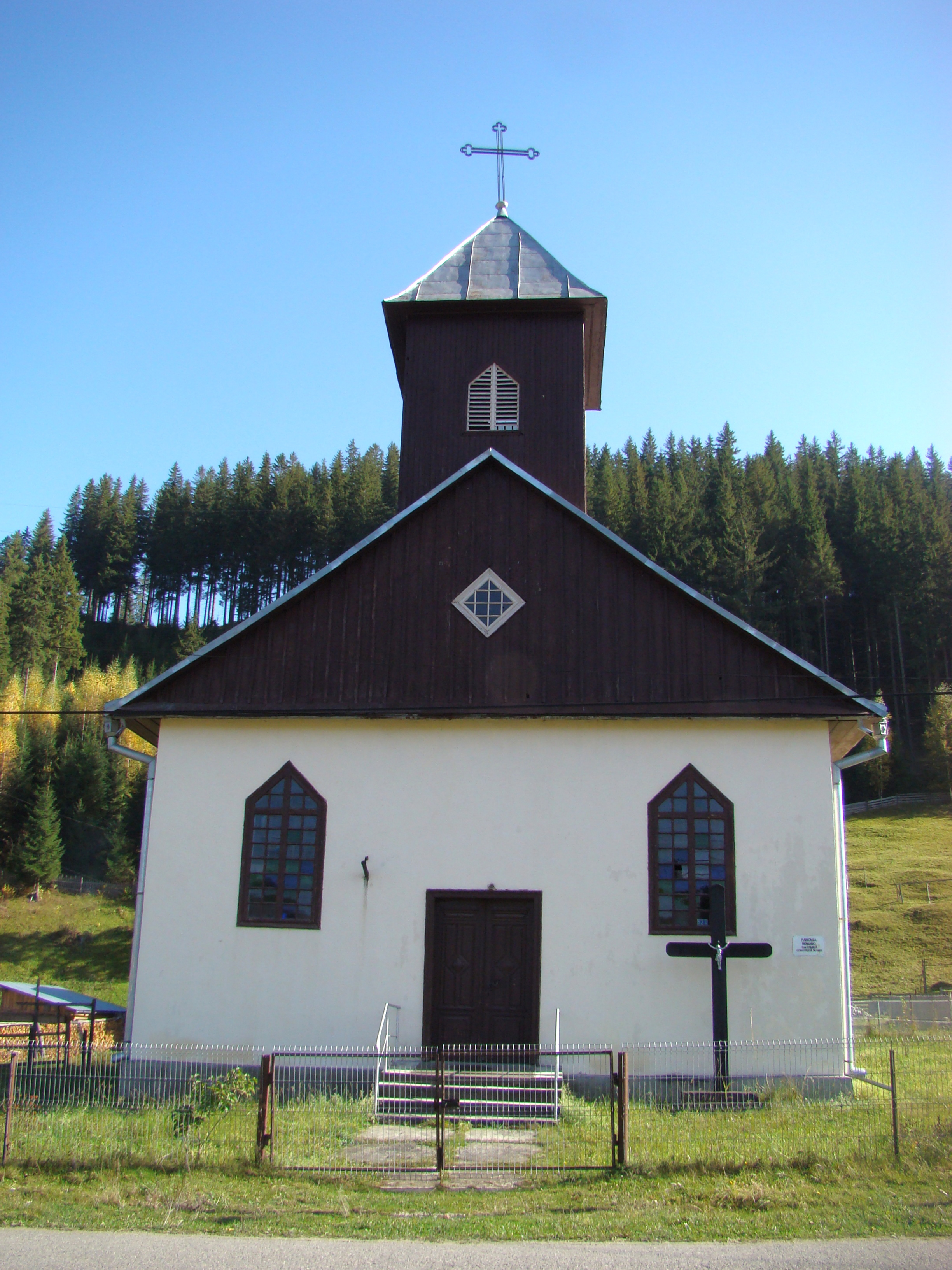
Pojorâta (germană Pozoritta / Poschoritta)
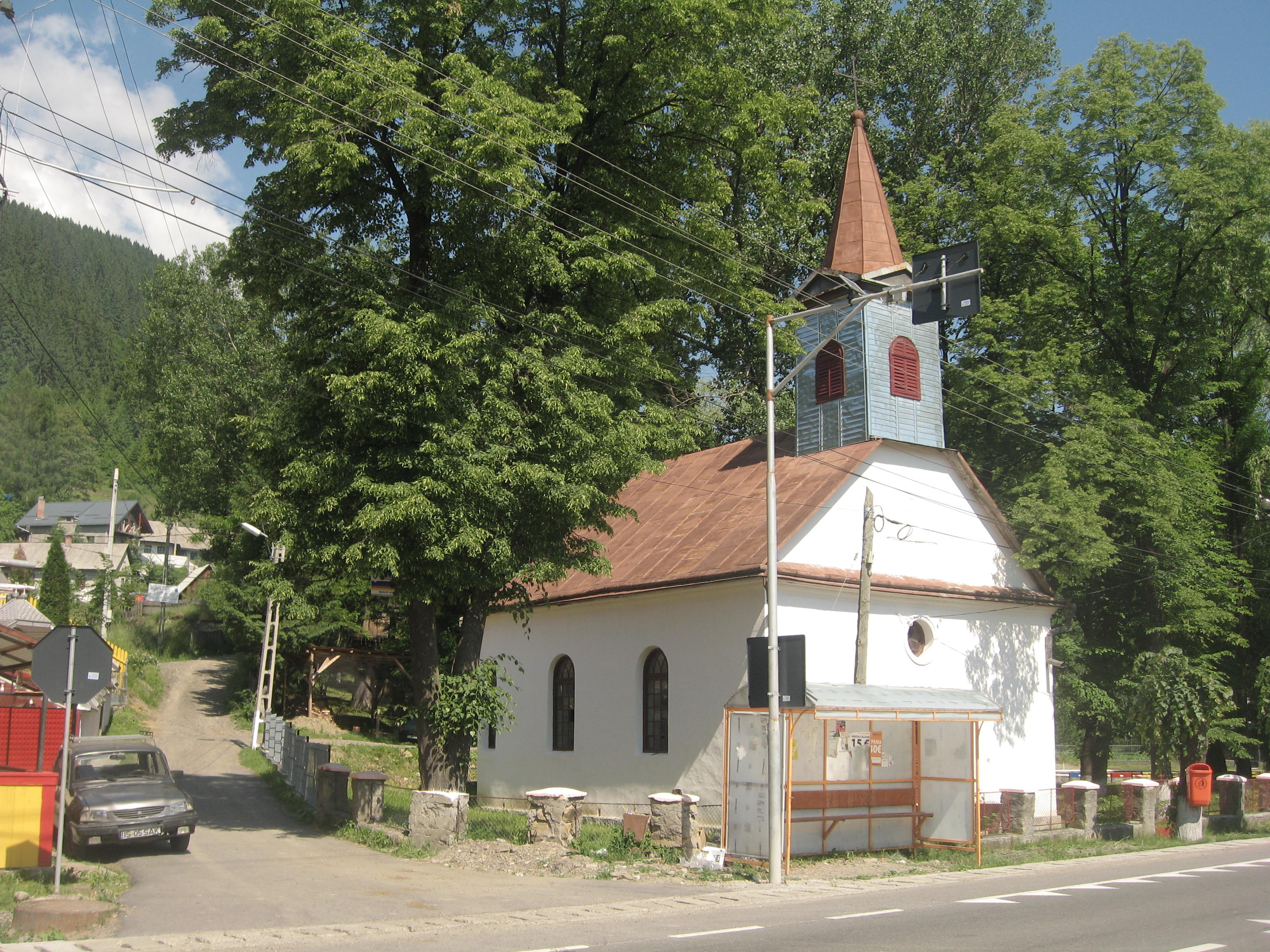
Prisaca Dornei (germană Eisenau)